# Federazione calcistica dello Zambia
La Federazione calcistica dello Zambia (in inglese Football Association of Zambia, acronimo FAZ) è l'ente che governa il calcio in Zambia.
Fondata nel 1929, si affiliò alla FIFA e alla CAF nel 1964. Ha sede nella capitale Lusaka e controlla il campionato nazionale, la coppa nazionale e la Nazionale del paese.